# Denys de La Patellière
Denys de La Patellière (Nantes, 8 maart 1921 – Dinard, 21 juli 2013) was een Franse filmregisseur en scenarioschrijver.

## Leven en werk

### Afkomst en de Tweede Wereldoorlog
Denys de La Patellière was een telg van een aristocratische familie. Hij voelde zich voorbestemd voor een officierscarrière. Toen de Tweede Wereldoorlog uitbrak, maakte hij zich op voor de École Spéciale Militaire de Saint-Cyr. Hij sloot zich aan bij het Franse Bevrijdingsleger. Na de oorlog besefte hij dat een militaire loopbaan niet voor hem was weggelegd.

### Eerste stappen in de filmwereld en eerste succes
Hij probeerde zijn geluk in de filmwereld, eerst als monteur, daarna als regieassistent. In 1955 ontstond er tussen hem en regisseur Léo Joannon een geschil in verband met het scenario voor de dramatische film Les Aristocrates. Hij mocht de regie overnemen en maakte zo zijn debuut als cineast. De vertolking van de populaire Pierre Fresnay als de behoudsgezinde markies droeg aardig bij tot het grote succes van La Patellières debuut.

### Ontmoeting met Jean Gabin
In 1958 kreeg hij de kans om samen te werken met Jean Gabin voor het familiedrama Les Grandes Familles waarin Gabin de onbuigzame patriarch en financier speelde. De film werd een kaskraker. Het klikte tussen acteur en regisseur en zo werd Denys de La Patellière een van de geattitreerde filmregisseurs van de naoorlogse Gabin, net zoals Gilles Grangier, Henri Verneuil en Jean Delannoy. Vijf andere films met Gabin in de hoofdrol zouden volgen: de tragikomedie Rue des prairies (1959) en de komedie Le Tatoué (1968) oogstten veel bijval.

### Andere films
De oorlogsfilm Un Taxi pour Tobrouk (1960) was niet alleen La Patellières succesrijkste film, de prent betekende ook een van de belangrijkste successen van hoofdrolspeler Lino Ventura. Het was in 1960 de Franse film die het het best deed aan de Franse bioscoopkassa's. In 1961 behaalde de film de Grand prix du cinéma français. Vermeldenswaardige werken waren ook de verfilmingen van twee romans van Bernard Clavel : Le Tonnerre de Dieu (met Gabin, 1964) en Le Voyage du père (met Fernandel, 1966).

### Testamentfilm
Zijn laatste film, het drama Prêtres interdits (1973), voert een jonge dorpspastoor (Robert Hossein) ten tonele die verliefd wordt op een jonge vrouw (Claude Jade). Het scenario is gebaseerd op zijn oorlogsherinneringen en wordt beschouwd als zijn testamentfilm.